# Asparagus ovatus
Asparagus ovatus är en sparrisväxtart som beskrevs av Terence Macleane Salter. Asparagus ovatus ingår i släktet sparrisar, och familjen sparrisväxter. Inga underarter finns listade i Catalogue of Life.